# Primera División de Bolivia 2002
La Temporada 2002 fue la 26º de la Liga de Fútbol Profesional Boliviano. Consistió en 2 torneos: Apertura y Clausura bajo el formato de todos contra todos.
El Campeón Nacional fue Bolívar tras ganar los Torneos Apertura y Clausura, obteniendo su 12° título liguero y 18° de Primera División.

## Formato
La Temporada 2002 se disputó desde febrero hasta diciembre. Consistió en dos torneos bajo el sistema todos contra todos: Apertura y Clausura.
El campeón de la Temporada clasificó a la Copa Libertadores 2003 como Bolivia 1, mientras que el subcampeón clasificó como Bolivia 2 y el mejor tercero de ambos torneos clasificó como Bolivia 3.
Esta fue la última Temporada donde se definía al Campeón en modalidad anual, pasando la siguiente temporada 2003 a consagrar en modalidad de torneos cortos: Apertura y Clausura.

## Equipos y Estadios
| Posición | Equipo ascendido de la Copa Simón Bolívar 2001 |
| -------- | ---------------------------------------------- |
| 1º       | San José                                       |

| Posición | Equipo descendido del Torneo 2001 |
| -------- | --------------------------------- |
| 12º      | Real Santa Cruz                   |

El número de equipos para la temporada 2002 sigue siendo 12, el mismo que la temporada anterior.
Real Santa Cruz terminó último en la Tabla del Descenso y fue relegado a la Segunda División luego de permanecer por 9 temporadas en Primera División. Fue reemplazado por el campeón de la Copa Simón Bolívar 2001, San José que retorna a la LFPB tras 2 temporadas de ausencia.
| Equipo                  | Fundación               | Ciudad     | Estadio                 | Capacidad |
| ----------------------- | ----------------------- | ---------- | ----------------------- | --------- |
| Blooming                | 1 de mayo de 1946       | Santa Cruz | Ramón Tahuichi Aguilera | 35.000    |
| Bolívar                 | 12 de abril de 1925     | La Paz     | Hernando Siles          | 42.000    |
| Guabirá                 | 14 de abril de 1962     | Montero    | Gilberto Parada         | 15.000    |
| Iberoamericana          | 1993                    | La Paz     | Simón Bolívar           | 8.000     |
| Independiente Petrolero | 4 de abril de 1932      | Sucre      | Olímpico Patria         | 30.000    |
| Mariscal Braun          | 25 de agosto de 1952    | La Paz     | Hernando Siles          | 42.000    |
| Oriente Petrolero       | 5 de noviembre de 1955  | Santa Cruz | Ramón Tahuichi Aguilera | 35.000    |
| Real Potosí             | 1 de abril de 1986      | Potosí     | Víctor Agustín Ugarte   | 30.000    |
| San José                | 19 de marzo de 1942     | Oruro      | Jesús Bermúdez          | 30.000    |
| The Strongest           | 8 de abril de 1908      | La Paz     | Hernando Siles          | 42.000    |
| Unión Central           | 8 de abril de 1980      | Tarija     | IV Centenario           | 18.000    |
| Wilstermann             | 24 de noviembre de 1949 | Cochabamba | Félix Capriles          | 32.000    |

## Torneo Apertura

### Tabla de posiciones
| Pos. | Equipos                 | PJ | PG | PE | PP | GF | GC | Dif. | Pts. |
| ---- | ----------------------- | -- | -- | -- | -- | -- | -- | ---- | ---- |
| 1.   | Bolívar                 | 22 | 16 | 1  | 5  | 56 | 23 | 33   | 49   |
| 2.   | The Strongest           | 22 | 13 | 3  | 6  | 37 | 23 | 14   | 42   |
| 3.   | Oriente Petrolero       | 22 | 12 | 3  | 7  | 61 | 35 | 26   | 39   |
| 4.   | Blooming                | 22 | 12 | 1  | 9  | 43 | 45 | -2   | 37   |
| 5.   | Jorge Wilstermann       | 22 | 10 | 5  | 7  | 46 | 35 | 11   | 35   |
| 6.   | Iberoamericana          | 22 | 10 | 2  | 10 | 33 | 32 | 1    | 32   |
| 7.   | Unión Central           | 22 | 8  | 5  | 9  | 29 | 34 | -5   | 29   |
| 8.   | Real Potosí             | 22 | 8  | 4  | 10 | 46 | 50 | -4   | 28   |
| 9.   | Guabirá                 | 22 | 8  | 4  | 10 | 23 | 44 | -21  | 28   |
| 10.  | Independiente Petrolero | 22 | 6  | 5  | 11 | 26 | 43 | -17  | 23   |
| 11.  | San José                | 22 | 6  | 4  | 12 | 35 | 40 | -5   | 22   |
| 12.  | Mariscal Braun          | 22 | 3  | 3  | 16 | 17 | 48 | -31  | 12   |

### Fixture
| San José                | 3 - 1 | Real Potosí    | Jesús Bermúdez          | 24 de febrero | 15:30 |
| Wilstermann             | 1 - 0 | The Strongest  | Félix Capriles          | 24 de febrero | 16:00 |
| Bolívar                 | 7 - 0 | Guabirá        | Hernando Siles          | 24 de febrero | 16:00 |
| Mariscal Braun          | 1 - 2 | Blooming       | Hernando Siles          | 24 de febrero | 18:00 |
| Oriente Petrolero       | 6 - 0 | Iberoamericana | Ramón Tahuichi Aguilera | 24 de febrero | 18:00 |
| Independiente Petrolero | 1 - 2 | Unión Central  | Olímpico Patria         | 24 de abril   | 15:30 |

| Iberoamericana          | 0 - 2 | Real Potosí       | Simón Bolívar           | 2 de marzo | 14:00 |
| Independiente Petrolero | 1 - 1 | San José          | Sucre de Surapata       | 3 de marzo | 15:30 |
| Unión Central           | 2 - 0 | Mariscal Braun    | IV Centenario           | 3 de marzo | 15:30 |
| The Strongest           | 2 - 1 | Oriente Petrolero | Hernando Siles          | 3 de marzo | 16:00 |
| Guabirá                 | 3 - 1 | Wilstermann       | Gilberto Parada         | 3 de marzo | 18:00 |
| Blooming                | 2 - 1 | Bolívar           | Ramón Tahuichi Aguilera | 5 de marzo | 20:00 |

| Mariscal Braun    | 0 - 2 | Independiente Petrolero | Hernando Siles          | 9 de marzo  | 14:00 |
| Bolívar           | 3 - 1 | Unión Central           | Hernando Siles          | 9 de marzo  | 16:00 |
| Real Potosí       | 2 - 2 | The Strongest           | Mario Mercado           | 9 de marzo  | 16:00 |
| San José          | 2 - 1 | Iberoamericana          | Jesús Bermúdez          | 10 de marzo | 15:30 |
| Wilstermann       | 4 - 1 | Blooming                | Félix Capriles          | 10 de marzo | 16:00 |
| Oriente Petrolero | 8 - 0 | Guabirá                 | Ramón Tahuichi Aguilera | 10 de marzo | 18:00 |

| Independiente Petrolero | 0 - 2 | Bolívar           | Olímpico Patria         | 16 de marzo | 15:30 |
| The Strongest           | 2 - 1 | Iberoamericana    | Hernando Siles          | 16 de marzo | 16:00 |
| Guabirá                 | 3 - 1 | Real Potosí       | Gilberto Parada         | 16 de marzo | 18:00 |
| Unión Central           | 2 - 2 | Wilstermann       | IV Centenario           | 17 de marzo | 15:30 |
| Mariscal Braun          | 2 - 1 | San José          | Hernando Siles          | 17 de marzo | 16:00 |
| Blooming                | 2 - 4 | Oriente Petrolero | Ramón Tahuichi Aguilera | 17 de marzo | 18:00 |

| Iberoamericana    | 6 - 0 | Guabirá                 | Simón Bolívar           | 24 de marzo | 11:30 |
| Real Potosí       | 3 - 2 | Blooming                | Mario Mercado           | 24 de marzo | 15:30 |
| San José          | 1 - 5 | The Strongest           | Jesús Bermúdez          | 24 de marzo | 15:30 |
| Wilstermann       | 2 - 0 | Independiente Petrolero | Félix Capriles          | 24 de marzo | 16:00 |
| Oriente Petrolero | 4 - 1 | Unión Central           | Ramón Tahuichi Aguilera | 24 de marzo | 18:00 |
| Bolívar           | 6 - 1 | Mariscal Braun          | Hernando Siles          | 3 de abril  | 20:00 |

| Independiente Petrolero | 2 - 0 | Oriente Petrolero | Olímpico Patria         | 30 de marzo | 15:30 |
| Unión Central           | 3 - 0 | Real Potosí       | IV Centenario           | 31 de marzo | 15:30 |
| Mariscal Braun          | 0 - 2 | Wilstermann       | Hernando Siles          | 31 de marzo | 16:00 |
| Bolívar                 | 2 - 0 | San José          | Hernando Siles          | 31 de marzo | 18:00 |
| Guabirá                 | 1 - 0 | The Strongest     | Gilberto Parada         | 31 de marzo | 18:00 |
| Blooming                | 1 - 0 | Iberoamericana    | Ramón Tahuichi Aguilera | 31 de marzo | 18:00 |

| Iberoamericana    | 1 - 0 | Unión Central           | Simón Bolívar           | 6 de abril | 14:00 |
| Real Potosí       | 4 - 1 | Independiente Petrolero | Mario Mercado           | 6 de abril | 15:30 |
| San José          | 3 - 1 | Guabirá                 | Jesús Bermúdez          | 7 de abril | 15:30 |
| The Strongest     | 2 - 1 | Blooming                | Hernando Siles          | 7 de abril | 16:00 |
| Wilstermann       | 2 - 3 | Bolívar                 | Félix Capriles          | 7 de abril | 16:00 |
| Oriente Petrolero | 4 - 2 | Mariscal Braun          | Ramón Tahuichi Aguilera | 8 de abril | 20:00 |

| Mariscal Braun          | 1 - 1 | Real Potosí       | Complejo Mariscal Braun | 14 de abril | 14:00 |
| Independiente Petrolero | 1 - 1 | Iberoamericana    | Olímpico Patria         | 14 de abril | 15:30 |
| Unión Central           | 1 - 1 | The Strongest     | IV Centenario           | 14 de abril | 15:30 |
| Bolívar                 | 4 - 1 | Oriente Petrolero | Hernando Siles          | 14 de abril | 16:00 |
| Wilstermann             | 2 - 2 | San José          | Félix Capriles          | 14 de abril | 16:00 |
| Blooming                | 3 - 1 | Guabirá           | Ramón Tahuichi Aguilera | 14 de abril | 18:00 |

| The Strongest     | 2 - 0 | Independiente Petrolero | Hernando Siles          | 20 de abril | 20:00 |
| Iberoamericana    | 2 - 1 | Mariscal Braun          | Simón Bolívar           | 21 de abril | 14:00 |
| Real Potosí       | 2 - 3 | Bolívar                 | Mario Mercado           | 21 de abril | 15:30 |
| San José          | 6 - 0 | Blooming                | Jesús Bermúdez          | 21 de abril | 15:30 |
| Guabirá           | 0 - 1 | Unión Central           | Gilberto Parada         | 21 de abril | 16:00 |
| Oriente Petrolero | 2 - 1 | Wilstermann             | Ramón Tahuichi Aguilera | 21 de abril | 18:00 |

| Independiente Petrolero | 3 - 1 | Guabirá        | Olímpico Patria         | 28 de abril | 15:30 |
| Unión Central           | 1 - 1 | Blooming       | IV Centenario           | 28 de abril | 15:30 |
| Wilstermann             | 5 - 0 | Real Potosí    | Félix Capriles          | 28 de abril | 16:00 |
| Bolívar                 | 4 - 0 | Iberoamericana | Hernando Siles          | 28 de abril | 16:00 |
| Mariscal Braun          | 0 - 1 | The Strongest  | Hernando Siles          | 28 de abril | 18:00 |
| Oriente Petrolero       | 2 - 1 | San José       | Ramón Tahuichi Aguilera | 28 de abril | 20:00 |

| San José       | 3 - 3 | Unión Central           | Jesús Bermúdez          | 1 de mayo | 20:00 |
| Real Potosí    | 5 - 5 | Oriente Petrolero       | Mario Mercado           | 1 de mayo | 20:00 |
| Blooming       | 3 - 1 | Independiente Petrolero | Ramón Tahuichi Aguilera | 1 de mayo | 20:00 |
| The Strongest  | 3 - 2 | Bolívar                 | Hernando Siles          | 1 de mayo | 20:00 |
| Iberoamericana | 2 - 1 | Wilstermann             | Hernando Siles          | 2 de mayo | 18:00 |
| Guabirá        | 2 - 1 | Mariscal Braun          | Gilberto Parada         | 2 de mayo | 18:00 |

| Iberoamericana | 2 - 0 | Oriente Petrolero       | Simón Bolívar           | 4 de mayo | 11:30 |
| Real Potosí    | 3 - 2 | San José                | Mario Mercado           | 5 de mayo | 15:30 |
| Unión Central  | 4 - 2 | Independiente Petrolero | IV Centenario           | 5 de mayo | 15:30 |
| The Strongest  | 2 - 4 | Wilstermann             | Hernando Siles          | 5 de mayo | 16:00 |
| Guabirá        | 0 - 0 | Bolívar                 | Gilberto Parada         | 5 de mayo | 18:00 |
| Blooming       | 5 - 0 | Mariscal Braun          | Ramón Tahuichi Aguilera | 5 de mayo | 18:00 |

| Real Potosí       | 1 - 2 | Iberoamericana          | Mario Mercado           | 20 de mayo | 20:00 |
| San José          | 2 - 3 | Independiente Petrolero | Jesús Bermúdez          | 20 de mayo | 20:00 |
| Wilstermann       | 2 - 2 | Guabirá                 | Félix Capriles          | 20 de mayo | 20:00 |
| Mariscal Braun    | 1 - 0 | Unión Central           | Hernando Siles          | 20 de mayo | 20:00 |
| Bolívar           | 4 - 1 | Blooming                | Hernando Siles          | 21 de mayo | 20:00 |
| Oriente Petrolero | 2 - 1 | The Strongest           | Ramón Tahuichi Aguilera | 21 de mayo | 20:00 |

| The Strongest           | 1 - 1 | Real Potosí       | Hernando Siles          | 25 de mayo | 16:00 |
| Iberoamericana          | 2 - 1 | San José          | Simón Bolívar           | 26 de mayo | 11:30 |
| Unión Central           | 1 - 0 | Bolívar           | IV Centenario           | 26 de mayo | 15:30 |
| Independiente Petrolero | 1 - 1 | Mariscal Braun    | Olímpico Patria         | 26 de mayo | 15:30 |
| Guabirá                 | 0 - 0 | Oriente Petrolero | Gilberto Parada         | 26 de mayo | 18:00 |
| Blooming                | 4 - 2 | Wilstermann       | Ramón Tahuichi Aguilera | 26 de mayo | 18:00 |

| Bolívar           | 5 - 0 | Independiente  | Hernando Siles          | 1 de junio | 16:00 |
| Wilstermann       | 2 - 1 | Unión Central  | Félix Capriles          | 1 de junio | 16:00 |
| Iberoamericana    | 0 - 1 | The Strongest  | Simón Bolívar           | 2 de junio | 11:30 |
| Real Potosí       | 4 - 0 | Guabirá        | Mario Mercado           | 2 de junio | 15:30 |
| San José          | 2 - 0 | Mariscal Braun | Jesús Bermúdez          | 2 de junio | 15:30 |
| Oriente Petrolero | 0 - 2 | Blooming       | Ramón Tahuichi Aguilera | 2 de junio | 18:00 |

| Mariscal Braun          | 0 - 2 | Bolívar           | Henando Siles           | 8 de junio | 16:00 |
| Independiente Petrolero | 2 - 2 | Wilstermann       | Olímpico Patria         | 9 de junio | 15:30 |
| Unión Central           | 0 - 2 | Oriente Petrolero | IV Centenario           | 9 de junio | 15:30 |
| The Strongest           | 3 - 1 | San José          | Hernando Siles          | 9 de junio | 16:00 |
| Guabirá                 | 2 - 0 | Iberoamericana    | Gilberto Parada         | 9 de junio | 18:00 |
| Blooming                | 1 - 0 | Real Potosí       | Ramón Tahuichi Aguilera | 9 de junio | 18:00 |

| Real Potosí       | 4 - 2 | Unión Central           | Mario Mercado           | 12 de junio | 20:00 |
| San José          | 0 - 2 | Bolívar                 | Jesús Bermúdez          | 12 de junio | 20:00 |
| Wilstermann       | 0 - 0 | Mariscal Braun          | Félix Capriles          | 12 de junio | 20:00 |
| Oriente Petrolero | 6 - 0 | Independiente Petrolero | Ramón Tahuichi Aguilera | 12 de junio | 20:00 |
| Iberoamericana    | 5 - 1 | Blooming                | Hernando Siles          | 12 de junio | 20:00 |
| The Strongest     | 2 - 1 | Guabirá                 | Hernando Siles          | 13 de junio | 20:00 |

| Independiente Petrolero | 3 -1  | Real Potosí       | Olímpico Patria         | 16 de junio | 15:30 |
| Unión Central           | 2 - 1 | Iberoamericana    | IV Centenario           | 16 de junio | 15:30 |
| Guabirá                 | 0 - 1 | San José          | Gilberto Parada         | 16 de junio | 16:00 |
| Bolívar                 | 2 - 1 | Wilstermann       | Hernando Siles          | 16 de junio | 16:00 |
| Mariscal Braun          | 3 - 1 | Oriente Petrolero | Hernando Siles          | 16 de junio | 18:00 |
| Blooming                | 1 - 0 | The Strongest     | Ramón Tahuichi Aguilera | 16 de junio | 18:00 |

| Iberoamericana    | 0 - 0 | Independiente Petrolero | Simón Bolívar           | 22 de junio | 14:00 |
| Real Potosí       | 6 - 1 | Mariscal Braun          | Mario Mercado           | 23 de junio | 15:30 |
| San José          | 0 - 1 | Wilstermann             | Jesús Bermúdez          | 23 de junio | 15:30 |
| The Strongest     | 2 - 0 | Unión Central           | Hernando Siles          | 23 de junio | 16:00 |
| Guabirá           | 4 - 1 | Blooming                | Gilberto Parada         | 23 de junio | 18:00 |
| Oriente Petrolero | 4 - 1 | Bolívar                 | Ramón Tahuichi Aguilera | 23 de junio | 18:00 |

| Bolívar                 | 1 - 0 | Real Potosí       | Hernando Siles          | 26 de junio | 18:00 |
| Mariscal Braun          | 2 - 3 | Iberoamericana    | Hernando Siles          | 26 de junio | 20:00 |
| Unión Central           | 0 - 0 | Guabirá           | IV Centenario           | 26 de junio | 20:00 |
| Blooming                | 4 - 2 | San José          | Ramón Tahuichi Aguilera | 26 de junio | 20:00 |
| Independiente Petrolero | 0 - 1 | The Strongest     | Olímpico Patria         | 2 de julio  | 20:00 |
| Wilstermann             | 4 - 2 | Oriente Petrolero | Félix Capriles          | 2 de julio  | 20:00 |

| The Strongest  | 3 - 0 | Mariscal Braun          | Hernando Siles          | 6 de julio | 20:00 |
| Iberoamericana | 3 - 0 | Bolívar                 | Simón Bolívar           | 7 de julio | 14:00 |
| Real Potosí    | 4 - 3 | Wilstermann             | Mario Mercado           | 7 de julio | 15:30 |
| San José       | 1 - 1 | Oriente Petrolero       | Jesús Bermúdez          | 7 de julio | 15:30 |
| Guabirá        | 1 - 0 | Independiente Petrolero | Gilberto Parada         | 7 de julio | 16:00 |
| Blooming       | 4 - 1 | Unión Central           | Ramón Tahuichi Aguilera | 7 de julio | 18:00 |

| Wilstermann             | 2 - 1 | Iberoamericana | Félix Capriles          | 11 de julio | 20:00 |
| Independiente Petrolero | 3 - 2 | Blooming       | Olímpico Patria         | 14 de julio | 16:00 |
| Unión Central           | 1 - 0 | San José       | IV Centenario           | 14 de julio | 16:00 |
| Mariscal Braun          | 0 - 1 | Guabirá        | Hernando Siles          | 14 de julio | 16:00 |
| Bolívar                 | 2 - 1 | The Strongest  | Hernando Siles          | 14 de julio | 18:00 |
| Oriente Petrolero       | 6 - 1 | Real Potosí    | Ramón Tahuichi Aguilera | 14 de julio | 18:00 |

## Torneo Clausura

### Tabla de posiciones
| Pos. | Equipos                 | PJ | PG | PE | PP | GF | GC | Dif. | Pts. |
| ---- | ----------------------- | -- | -- | -- | -- | -- | -- | ---- | ---- |
| 1.   | Bolívar                 | 22 | 15 | 5  | 2  | 70 | 16 | 54   | 50   |
| 2.   | Oriente Petrolero       | 22 | 13 | 4  | 5  | 59 | 32 | 27   | 43   |
| 3.   | The Strongest           | 22 | 10 | 6  | 6  | 46 | 26 | 20   | 36   |
| 4.   | Real Potosí             | 22 | 10 | 4  | 8  | 46 | 40 | 6    | 34   |
| 5.   | Jorge Wilstermann       | 22 | 8  | 7  | 7  | 34 | 35 | -1   | 31   |
| 6.   | Iberoamericana          | 22 | 9  | 2  | 11 | 30 | 38 | -8   | 29   |
| 7.   | Blooming Nota           | 22 | 10 | 2  | 12 | 40 | 53 | -13  | 29   |
| 8.   | San José                | 22 | 8  | 5  | 9  | 32 | 47 | -15  | 29   |
| 9.   | Guabirá                 | 22 | 6  | 5  | 11 | 25 | 45 | -20  | 23   |
| 10.  | Unión Central           | 22 | 5  | 7  | 10 | 28 | 42 | -14  | 22   |
| 11.  | Independiente Petrolero | 22 | 4  | 8  | 10 | 26 | 39 | -13  | 20   |
| 12.  | Mariscal Braun Nota     | 22 | 5  | 3  | 14 | 21 | 48 | -27  | 18   |

Nota: Blooming perdió 3 puntos al no disputar su partido correspondiente contra Mariscal Braun de la Fecha 21, debido a alineaciones indebidas de jugadores que no tenían mayoría de edad, decretándose walk over y un resultado de 3-0 favorable a Mariscal Braun.

### Fixture
| The Strongest  | 2 - 0 | Mariscal Braun          | Hernando Siles          | 3 de agosto | 20:00 |
| Iberoamericana | 1 - 3 | Bolívar                 | Hernando Siles          | 4 de agosto | 14:00 |
| Real Potosí    | 2 - 0 | Wilstermann             | Mario Mercado           | 4 de agosto | 15:30 |
| Unión Central  | 0 - 0 | Oriente Petrolero       | IV Centenario           | 4 de agosto | 15:30 |
| Guabirá        | 1 - 1 | Independiente Petrolero | Gilberto Parada         | 4 de agosto | 16:00 |
| Blooming       | 7 - 2 | San José                | Ramón Tahuichi Aguilera | 4 de agosto | 18:00 |

| Independiente Petrolero | 1 - 1 | Real Potosí    | Olímpico Patria         | 11 de agosto | 15:30 |
| San José                | 2 - 1 | The Strongest  | Jesús Bermúdez          | 11 de agosto | 15:30 |
| Wilstermann             | 6 - 1 | Blooming       | Félix Capriles          | 11 de agosto | 16:00 |
| Bolívar                 | 5 - 1 | Unión Central  | Hernando Siles          | 11 de agosto | 16:00 |
| Mariscal Braun          | 2 - 0 | Iberoamericana | Hernando Siles          | 11 de agosto | 18:00 |
| Oriente Petrolero       | 1 - 1 | Guabirá        | Ramón Tahuichi Aguilera | 11 de agosto | 18:00 |

| Mariscal Braun | 1 - 1 | San José                | Hernando Siles          | 14 de agosto | 18:00 |
| The Strongest  | 2 - 2 | Wilstermann             | Hernando Siles          | 14 de agosto | 20:00 |
| Unión Central  | 3 - 0 | Iberoamericana          | IV Centenario           | 14 de agosto | 20:00 |
| Guabirá        | 2 - 2 | Bolívar                 | Gilberto Parada         | 14 de agosto | 20:00 |
| Blooming       | 3 - 1 | Independiente Petrolero | Ramón Tahuichi Aguilera | 14 de agosto | 20:00 |
| Real Potosí    | 3 - 3 | Oriente Petrolero       | Mario Mercado           | 21 de agosto | 20:00 |

| Independiente Petrolero | 2 - 1 | The Strongest  | Olímpico Patria         | 18 de agosto  | 15:30 |
| Wilstermann             | 4 - 2 | San José       | Félix Capriles          | 18 de agosto  | 16:00 |
| Bolívar                 | 2 - 1 | Real Potosí    | Hernando Siles          | 18 de agosto  | 16:00 |
| Iberoamericana          | 0 - 1 | Guabirá        | Hernando Siles          | 18 de agosto  | 18:00 |
| Oriente Petrolero       | 2 - 4 | Blooming       | Ramón Tahuichi Aguilera | 18 de agosto  | 18:00 |
| Unión Central           | 2 - 1 | Mariscal Braun | IV Centenario           | 23 de octubre | 20:00 |

| Mariscal Braun | 1 - 1 | Wilstermann             | Hernando Siles          | 25 de agosto | 14:00 |
| Real Potosí    | 1 - 0 | Iberoamericana          | Mario Mercado           | 25 de agosto | 15:30 |
| San José       | 1 - 1 | Independiente Petrolero | Jesús Bermúdez          | 25 de agosto | 15:30 |
| The Strongest  | 4 - 3 | Orient Petrolero        | Hernando Siles          | 25 de agosto | 16:00 |
| Guabirá        | 2 - 1 | Unión Central           | Gilberto Parada         | 25 de agosto | 18:00 |
| Blooming       | 1 - 1 | Bolívar                 | Ramón Tahuichi Aguilera | 25 de agosto | 18:00 |

| Guabirá                 | 2 - 1 | Mariscal Braun | Gilberto Parada         | 30 de agosto    | 20:00 |
| Independiente Petrolero | 0 - 1 | Wilstermann    | Olímpico Patria         | 31 de agosto    | 15:30 |
| Unión Central           | 1 - 1 | Real Potosí    | IV Centenario           | 1 de septiembre | 15:30 |
| The Strongest           | 0 - 0 | Bolívar        | Hernando Siles          | 1 de septiembre | 16:00 |
| Oriente Petrolero       | 4 - 1 | San José       | Ramón Tahuichi Aguilera | 1 de septiembre | 18:00 |
| Iberoamericana          | 2 - 1 | Blooming       | Hernando Siles          | 3 de septiembre | 20:00 |

| The Strongest  | 3 - 1 | Iberoamericana          | Hernando Siles          | 7 de septiembre | 18:00 |
| Mariscal Braun | 2 - 0 | Independiente Petrolero | Hernando Siles          | 8 de septiembre | 14:00 |
| San José       | 0 - 3 | Bolívar                 | Jesús Bermúdez          | 8 de septiembre | 15:30 |
| Real Potosí    | 4 - 1 | Bolívar                 | Mario Mercado           | 8 de septiembre | 15:30 |
| Wilstermann    | 1 - 2 | Oriente Petrolero       | Félix Capriles          | 8 de septiembre | 16:00 |
| Blooming       | 4 - 1 | Unión Central           | Ramón Tahuichi Aguilera | 8 de septiembre | 18:30 |

| Guabirá           | 1 - 2 | Blooming                | Gilberto Parada         | 11 de septiembre | 20:00 |
| Iberomaricana     | 1 - 2 | San José                | Hernando Siles          | 11 de septiembre | 20:00 |
| Real Potosí       | 4 - 1 | Mariscal Braun          | Mario Mercado           | 11 de septiembre | 20:00 |
| Unión Central     | 0 - 0 | The Strongest           | IV Centenario           | 11 de septiembre | 20:00 |
| Oriente Petrolero | 1 - 0 | Independiente Petrolero | Ramón Tahuichi Aguilera | 22 de septiembre | 18:00 |
| Bolívar           | 7 - 1 | Wilstermann             | Hernando Siles          | 27 de noviembre  | 20:00 |

| Mariscal Braun          | 2 - 4 | Oriente Petrolero | Hernando Siles          | 15 de septiembre | 14:00 |
| Independiente Petrolero | 0 - 1 | Bolívar           | Olímpico Patria         | 15 de septiembre | 15:30 |
| San José                | 2 - 1 | Unión Central     | Jesús Bermúdez          | 15 de septiembre | 15:30 |
| The Strongest           | 4 - 0 | Guabirá           | Hernando Siles          | 15 de septiembre | 16:00 |
| Wilstermann             | 3 - 0 | Iberoamericana    | Félix Capriles          | 15 de septiembre | 16:00 |
| Blooming                | 3 - 1 | Real Potosí       | Ramón Tahuichi Aguilera | 15 de septiembre | 18:00 |

| Real Potosí    | 3 - 2 | The Strongest           | Mario Mercado           | 22 de septiembre | 15:30 |
| Unión Central  | 1 - 3 | Wilstermann             | IV Centenario           | 22 de septiembre | 15:30 |
| Guabirá        | 2 - 1 | San José                | Gilberto Parada         | 22 de septiembre | 18:00 |
| Blooming       | 3 - 1 | Mariscal Braun          | Ramón Tahuichi Aguilera | 22 de septiembre | 18:00 |
| Iberoamericana | 2 - 0 | Independiente Petrolero | Hernando Siles          | 6 de noviembre   | 20:00 |
| Bolívar        | 5 - 0 | Oriente Petrolero       | Hernando Siles          | 19 de noviembre  | 20:00 |

| Mariscal Braun          | 0 - 5 | Bolívar        | Hernando Siles          | 28 de septiembre | 16:00 |
| Independiente Petrolero | 3 - 3 | Unión Central  | Olímpico Patria         | 29 de septiembre | 15:30 |
| San José                | 2 - 1 | Real Potosí    | Jesús Bermúdez          | 29 de septiembre | 15:30 |
| Wilstermann             | 2 - 1 | Guabirá        | Félix Capriles          | 29 de septiembre | 16:00 |
| The Strongest           | 5 - 0 | Blooming       | Hernando Siles          | 29 de septiembre | 16:00 |
| Oriente Petrolero       | 6 - 1 | Iberoamericana | Ramón Tahuichi Aguilera | 29 de septiembre | 18:30 |

| Bolívar                 | 5 - 1 | Iberoamericana | Hernando Siles          | 5 de octubre | 20:00 |
| Independiente Petrolero | 2 - 0 | Guabirá        | Olímpico Patria         | 6 de octubre | 15:30 |
| San José                | 3 - 2 | Blooming       | Jesús Bermúdez          | 6 de octubre | 15:30 |
| Wilstermann             | 2 - 2 | Real Potosí    | Félix Capriles          | 6 de octubre | 16:00 |
| Mariscal Braun          | 1 - 3 | The Strongest  | Hernando Siles          | 6 de octubre | 16:00 |
| Oriente Petrolero       | 3 - 0 | Unión Central  | Ramón Tahuichi Aguilera | 6 de octubre | 18:00 |

| Guabirá        | 1 - 7 | Oriente Petrolero       | Gilberto Parada         | 12 de octubre | 18:00 |
| The Strongest  | 5 - 2 | San José                | Hernando Siles          | 12 de octubre | 20:00 |
| Iberoamericana | 2 - 0 | Mariscal Braun          | Simón Bolívar           | 13 de octubre | 11:30 |
| Real Potosí    | 3 - 2 | Independiente Petrolero | Mario Mercado           | 13 de octubre | 15:30 |
| Unión Central  | 1 - 0 | Bolívar                 | IV Centenario           | 13 de octubre | 15:30 |
| Blooming       | 1 - 0 | Wilstermann             | Ramón Tahuichi Aguilera | 13 de octubre | 18:00 |

| Iberoamericana          | 2 - 1 | Unión Central  | Hernando Siles          | 16 de octubre | 18:00 |
| Bolívar                 | 5 - 0 | Guabirá        | Hernando Siles          | 16 de octubre | 20:00 |
| Independiente Petrolero | 1 - 1 | Blooming       | Olímpico Patria         | 16 de octubre | 20:00 |
| Wilstermann             | 1 - 1 | The Strongest  | Félix Capriles          | 16 de octubre | 20:00 |
| San José                | 1 - 0 | Mariscal Braun | Jesús Bermúdez          | 16 de octubre | 20:00 |
| Oriente Petrolero       | 6 - 1 | Real Potosí    | Ramón Tahuichi Aguilera | 16 de octubre | 20:00 |

| Mariscal Braun | 2 - 1 | Unión Central           | Hernando Siles          | 20 de octubre | 14:00 |
| The Strongest  | 2 - 2 | Independiente Petrolero | Hernando Siles          | 20 de octubre | 16:00 |
| Real Potosí    | 0 - 4 | Bolívar                 | Mario Mercado           | 20 de octubre | 16:00 |
| San José       | 2 - 0 | Wilstermann             | Jesús Bermúdez          | 20 de octubre | 16:00 |
| Guabirá        | 2 - 0 | Iberoamericana          | Gilberto Parada         | 20 de octubre | 18:00 |
| Blooming       | 1 - 2 | Oriente Petrolero       | Ramón Tahuichi Aguilera | 20 de octubre | 18:00 |

| Iberoamericana          | 2 - 1  | Real Potosí    | Hernando Siles          | 27 de octubre | 14:00 |
| Bolívar                 | 10 - 1 | Blooming       | Hernando Siles          | 27 de octubre | 16:00 |
| Independiente Petrolero | 3 - 1  | San José       | Olímpico Patria         | 27 de octubre | 16:00 |
| Unión Central           | 1 - 1  | Guabirá        | IV Centenario           | 27 de octubre | 16:00 |
| Wilstermann             | 2 - 1  | Mariscal Braun | Félix Capriles          | 27 de octubre | 16:00 |
| Oriente Petrolero       | 2 - 0  | The Strongest  | Ramón Tahuichi Aguilera | 27 de octubre | 16:00 |

| Real Potosí    | 4 - 2 | Unión Central           | Mario Mercado           | 3 de noviembre  | 15:30 |
| San José       | 1 - 1 | Oriente Petrolero       | Jesús Bermúdez          | 3 de noviembre  | 15:30 |
| Wilstermann    | 2 - 1 | Independiente Petrolero | Félix Capriles          | 3 de noviembre  | 16:00 |
| Blooming       | 0 - 2 | Iberoamericana          | Ramón Tahuichi Aguilera | 3 de noviembre  | 18:00 |
| Mariscal Braun | 2 - 0 | Guabirá                 | Hernando Siles          | 21 de noviembre | 18:00 |
| Bolívar        | 0 - 0 | The Strongest           | Hernando Siles          | 21 de noviembre | 20:00 |

| Iberoamericana          | 3 - 2 | The Strongest  | Simón Bolívar           | 9 de noviembre  | 14:00 |
| Independiente Petrolero | 1 - 1 | Mariscal Braun | Olímpico Patria         | 10 de noviembre | 15:30 |
| Unión Central           | 3 - 0 | Blooming       | IV Centenario           | 10 de noviembre | 15:30 |
| Bolívar                 | 5 - 1 | San José       | Hernando Siles          | 10 de noviembre | 16:00 |
| Guabirá                 | 2 - 0 | Real Potosí    | Gilberto Parada         | 10 de noviembre | 18:00 |
| Oriente Petrolero       | 4 - 0 | Wilstermann    | Ramón Tahuichi Aguilera | 10 de noviembre | 18:00 |

| Mariscal Braun          | 1 - 2 | Real Potosí       | Hernando Siles          | 13 de noviembre | 18:00 |
| The Strongest           | 7 - 0 | Unión Central     | Hernando Siles          | 13 de noviembre | 20:00 |
| San José                | 0 - 0 | Iberoamericana    | Jesús Bermúdez          | 14 de noviembre | 15:30 |
| Blooming                | 3 - 1 | Guabirá           | Ramón Tahuichi Aguilera | 14 de noviembre | 18:00 |
| Wilstermann             | 0 - 1 | Bolívar           | Félix Capriles          | 15 de noviembre | 20:00 |
| Independiente Petrolero | 1 - 0 | Oriente Petrolero | Olímpico Patria         | 27 de noviembre | 20:00 |

| Bolívar           | 2 - 2 | Independiente Petrolero | Hernando Siles          | 17 de noviembre | 16:00 |
| Guabirá           | 0 - 1 | The Strongest           | Gilberto Parada         | 17 de noviembre | 16:00 |
| Iberoamericana    | 1 - 1 | Wilstermann             | Simón Bolívar           | 17 de noviembre | 16:00 |
| Unión Central     | 0 - 0 | San José                |                         | 17 de noviembre | 16:00 |
| Real Potosí       | 8 - 0 | Blooming                | Mario Mercado           | 17 de noviembre | 16:00 |
| Oriente Petrolero | 4 - 1 | Mariscal Braun          | Ramón Tahuichi Aguilera | 17 de noviembre | 16:00 |

| Independiente Petrolero | 0 - 5 | Iberoamericana | Olímpico Patria         | 24 de noviembre | 15:30 |
| San José                | 3 - 2 | Guabirá        | Jesús Bermúdez          | 24 de noviembre | 15:30 |
| Wilstermann             | 0 - 0 | Unión Central  | Félix Capriles          | 24 de noviembre | 16:00 |
| The Strongest           | 1 - 0 | Real Potosí    | Hernando Siles          | 24 de noviembre | 16:00 |
| Mariscal Braun          | W.O.  | Blooming       | Hernando Siles          | 24 de noviembre | 18:00 |
| Oriente Petrolero       | 3 - 0 | Bolívar        | Ramón Tahuichi Aguilera | 24 de noviembre | 18:00 |
| 1.                      |       |                |                         |                 |       |

| Real Potosí    | 3 - 2 | San José                | Mario Mercado           | 1 de diciembre | 15:30 |
| Unión Central  | 5 - 2 | Independiente Petrolero | IV Centenario           | 1 de diciembre | 15:30 |
| Guabirá        | 2 - 2 | Wilstermann             | Gilberto Parada         | 1 de diciembre | 16:00 |
| Bolívar        | 4 - 0 | Mariscal Braun          | Hernando Siles          | 1 de diciembre | 16:00 |
| Iberoamericana | 4 - 1 | Oriente Petrolero       | Hernando Siles          | 1 de diciembre | 18:00 |
| Blooming       | 2 - 0 | The Strongest           | Ramón Tahuichi Aguilera | 1 de diciembre | 18:00 |

## Definición del Campeonato
Bolívar se consagró Campeón de la Temporada, tras haber ganado los Torneos Apertura y Clausura.
|                                                                     |
| Campeón Bolívar 12.o Título Liguero 18.o Título de Primera División |

### Definición del Subcampeonato
Los equipos de The Strongest y Oriente Petrolero, segundos en los torneos Apertura y Clausura respectivamente disputaron una serie de partidos ida y vuelta, en caso de empatar un partido extra en cancha neutral para definir el subcampeonato y los cupos Bolivia 2 y Bolivia 3 de Copa Libertadores 2003.
| 3 de diciembre de 2002, 20:00 (UTC-4) | Oriente Petrolero | 1:0     | The Strongest | Estadio Ramón Tahuichi Aguilera, Santa Cruz de la Sierra |  |
|                                       |                   | Reporte |               |                                                          |  |

| 5 de diciembre de 2002, 20:00 (UTC-4) | The Strongest | 2:1     | Oriente Petrolero | Estadio Hernando Siles, La Paz |  |
|                                       |               | Reporte |                   |                                |  |

| 8 de diciembre de 2002, 20:00 (UTC-4) | The Strongest | 0:0 (1:3) pen. | Oriente Petrolero | Estadio Félix Capriles, Cochabamba |                           |
|                                       |               | Reporte        |                   | Árbitro(s): Pedro Saucedo          | Árbitro(s): Pedro Saucedo |

## Sistema de Descenso
Para definir los descensos y ascensos se realizó una tabla sumatoria de todo el año, dando los siguientes resultados:
| Pos | Equipo                  | PJ | PG | PE | PP | GF  | GC | Dif | Pts |
| --- | ----------------------- | -- | -- | -- | -- | --- | -- | --- | --- |
| 1º  | Bolívar                 | 44 | 31 | 6  | 7  | 126 | 39 | 87  | 99  |
| 2º  | Oriente Petrolero       | 44 | 27 | 7  | 12 | 120 | 67 | 53  | 82  |
| 3º  | The Strongest           | 44 | 23 | 9  | 12 | 83  | 49 | 34  | 78  |
| 4º  | Wilstermann             | 44 | 18 | 12 | 14 | 80  | 70 | 10  | 66  |
| 5º  | Blooming Nota           | 44 | 22 | 3  | 19 | 83  | 98 | -15 | 66  |
| 6º  | Real Potosí             | 44 | 18 | 8  | 18 | 92  | 90 | 2   | 60  |
| 7º  | Iberoamericana          | 44 | 19 | 4  | 21 | 63  | 70 | -7  | 60  |
| 8º  | Unión Central           | 44 | 13 | 12 | 19 | 57  | 76 | -19 | 51  |
| 9º  | San José                | 44 | 14 | 9  | 21 | 67  | 87 | -20 | 51  |
| 10º | Guabirá                 | 44 | 14 | 9  | 21 | 48  | 89 | -41 | 51  |
| 11º | Independiente Petrolero | 44 | 10 | 13 | 21 | 52  | 82 | -30 | 43  |
| 12º | Mariscal Braun Nota     | 44 | 8  | 6  | 30 | 38  | 92 | -54 | 27  |

Pts = Puntos; PJ = Partidos Jugados; G = Partidos Ganados; E = Partidos Empatados; P = Partidos Perdidos; GF = Goles Anotados; GC = Goles Recibidos; Dif = Diferencia de gol
|  | Descenso Indirecto: Partidos de Promoción contra Fancesa (Subcampeón de la Copa Simón Bolívar 2002). |
|  | Descenso Directo: Reemplazado por Aurora (Campeón de la Copa Simón Bolívar 2002)                     |

Nota: Blooming perdió 3 puntos al no disputar su partido correspondiente contra Mariscal Braun (Fecha 21 - Torneo Clausura). Sin embargo Mariscal Braun no iba a sumar los 3 puntos en la tabla del descenso.

### Serie Ascenso - Descenso Indirecto
| Clubes                  | Ida (Sucre) | Vuelta (Sucre) |
| ----------------------- | ----------- | -------------- |
| Independiente Petrolero | 0           | 2              |
| Fancesa                 | 0           | 0              |

|  | Independiente Petrolero permanece en 1ª División. |